# Wimpermosdiertje
Het wimpermosdiertje of de haarcelpoliep  (Bicellariella ciliata) is een mosdiertjessoort uit de familie  Bugulidae. De wetenschappelijke naam van de soort is voor het eerst geldig gepubliceerd in 1758 door Carl Linnaeus als Sertularia ciliata in de tiende editie van Systema naturae.

## Beschrijving
Het wimpermosdiertje een kolonievormend mosdiertje die gemakkelijk te herkennen is. Hij vormt een wittig, pluizig boompje tot 2,5 cm hoog die meestal vrij breed is. De zoïden lopen taps naar het aanhechtingspunt toe en hebben vaak lange stekels aan de rand. Maar zoals bij bijna alle mosdiertjes heb je een microscoop nodig om dit, en de andere kenmerken, goed te zien.

## Verspreiding
Het wimpermosdiertje komt voor in de noordoostelijke Atlantische Oceaan. Het is een algemeen voorkomende soort, in zowel het intergetijdengebied (het gebied tussen de hoog- en laagwaterlijn) als in het sublittoraal (het gebied onder de laagwaterlijn dat in principe altijd onder water staat). De haarcelpoliep groeit op stenen, wieren, hydroïdpoliepen en andere mosdiertjes. Deze struikvormige mosdiertjessoort wordt gegeten door diverse zeenaaktslakken, waaronder de breedkop-harlekijnslak, het blauwtipje en het wrattig tipje.

## Naamgeving
De oude Nederlandse naam "haarcelpoliep" was zeer verwarrend, omdat een poliep een verschijningsvorm is die alleen voorkomt bij de niet nauw verwante neteldieren (Cnidaria), zoals kwallen. Daarom werd door zoölogen voorgesteld om voor deze soort de nieuwe Nederlandse naam "wimpermosdiertje" (of de alternatieve naam "haarmosdiertje") te gebruiken, die minder verwarrend is.